# غرير ياباني
الغرير الياباني هو أحد أنواع فصيلة ابن عرس متوطن في اليابان.